# Cầu dao chống rò điện đất
Cầu giao chống rò điện đất (tiếng Anh: Earth leakage circuit breaker và được viết tắt thông dụng là ELCB) là một thiết bị dùng để cắt nguồn điện nếu như phát hiện ra dòng điện rò rỉ xuống đất. ELCB có công dụng chính giúp cho an toàn cho con người (phòng giật điện) và tránh làm tổn hao điện năng lãng phí vô ích cho chủ thể sử dụng nguồn điện.

## Công dụng

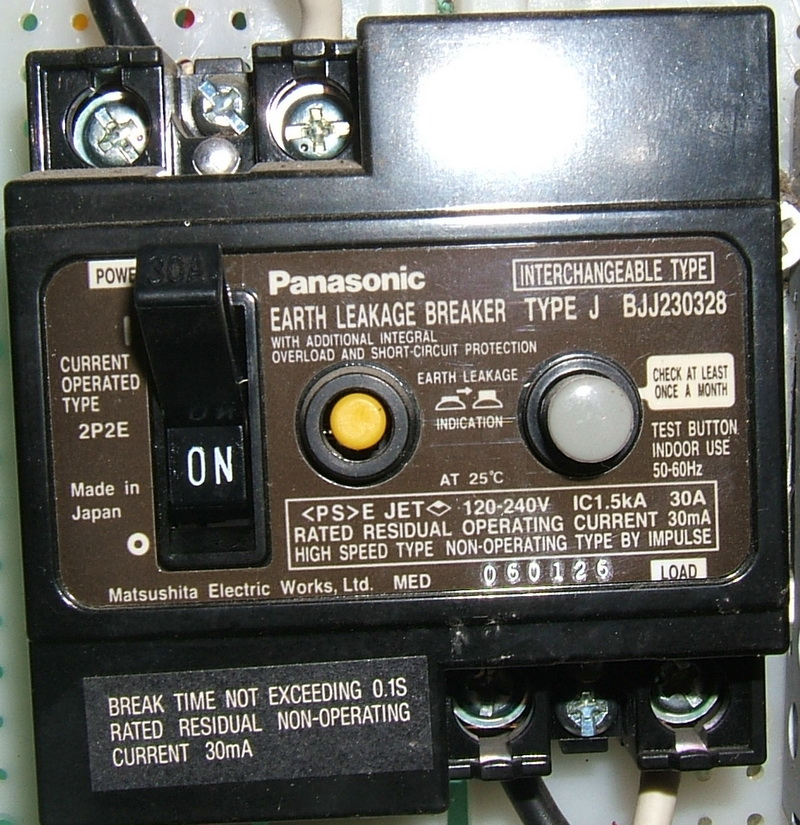
Một ELCB của Panasonic với tham số: Giới hạn chịu dòng: 30 Ampe; Giới hạn dòng rò 30 mA; Thời gian ngắt: 0,1 giây

Lưới điện dân dụng hoặc lưới điện phục vụ sản xuất đều gồm một hoặc nhiều pha, trong đó ít nhất một pha có mức điện áp cao so với mặt đất. Trong trường hợp các vỏ của thiết bị sử dụng điện có điện trở cách điện không đủ lớn hoặc bị hư hỏng, gặp sự cố rò rỉ điện ra vỏ sẽ gây ra hiện tượng "giật điện" cho con người nếu tiếp xúc phải. Trong một số trường hợp khác con người có thể tiếp xúc với điện thông qua vật khác hoặc trực tiếp cũng gây hiện tượng "giật điện".
Con người khi tiếp xúc với các vật có điện áp cao so với đất sẽ xuất hiện một dòng điện đi từ điểm tiếp xúc đến các bộ phận khác của cơ thể mà nơi đó được tiếp xúc hoặc có điện trở tiếp xúc với đất đủ nhỏ. Khi dòng điện vượt qua các giới hạn về ngưỡng chịu đựng của con người thì xuất hiện các hiện tượng của điện giật như: co cơ, khó thở, tim ngừng đập hoặc tử vong.
ELCB là thiết bị bảo vệ thường được mắc ở đầu mỗi nguồn điện, và các nhánh cho các lộ tiêu thụ điện ở cấp thấp hơn theo các thông số phù hợp. Trong trường hợp xuất hiện dòng dò xuống đất thì ELCB sẽ phát hiện và ngắt điện một cách tự động ở mạch điện phía sau nó. Như vậy ELCB bảo vệ được con người không xảy ra tình trạng giật điện.

## Cấu tạo và nguyên lý hoạt động
ELCB loại current operated (vận hành dựa trên so sánh dòng điện) có cấu tạo giống như một aptomat nhưng có thêm mạch điện so sánh dòng điện đi qua nó về phía thiết bị tiêu thụ điện. ELCB so sánh dòng điện theo các chiều đi và về trong mỗi chu kỳ để phát hiện sự chênh lệch nhau để ngắt điện thông qua một cuộn dây cảm ứng với tất cả các dây pha (bao gồm dây trung tính nếu có) đi qua nó. Nếu xuất hiện sự chênh lệch dòng điện đi và về có nghĩa là xuất hiện một dòng điện đi khỏi thiết bị tiêu thụ điện rò xuống đất thì ELCB so sánh mức độ dòng dò với ngưỡng cho phép của nó để có thể ngắt điện.